# Hans-Albert Rupprecht
Hans-Albert Rupprecht (* 16. April 1938 in Erlangen; † 13. Februar 2024 in Berlin) war ein deutscher Papyrologe.

## Leben
Nach dem Studium der Rechtswissenschaft an den Universitäten München und Erlangen wurde er 1965 mit der Dissertation Untersuchungen zum Darlehen im Recht der graeco-aegyptischen Papyri der Ptolemäerzeit von Johannes Herrmann zum Dr. jur. promoviert. Die Habilitation erfolgte 1969 mit der 1971 publizierten Habilitationsschrift Studien zur Quittung im Recht der graeco-ägyptischen Papyri. Danach wurde er 1969 als Nachfolger von Emil Kießling auf den Lehrstuhl am Institut für Rechtsgeschichte und Papyrusforschung am Fachbereich Rechtswissenschaften der Philipps-Universität Marburg berufen, das er bis zu seiner Emeritierung 2006 leitete und an dem er lehrte und forschte. Hier leitete er die Arbeit an den auf Initiative des Rechtshistorikers Otto Gradenwitz von Friedrich Preisigke begonnenen und von Emil Kießling fortgeführten Grundlagenprojekten der Papyrologie, dem Wörterbuch der griechischen Papyrusurkunden, dem Sammelbuch griechischer Urkunden aus Ägypten sowie der Berichtigungsliste der griechischen Papyrusurkunden aus Ägypten.
Von 1989 bis 1995 war er Präsident der Association Internationale de Papyrologues. Seit 2001 war er Mitglied der Akademie der Wissenschaften und der Literatur in Mainz.
Seine Forschungsgebiete waren das griechische und römische Recht im Ägypten der griechisch-römischen Zeit und vor allem die Rechtspraxis auf der Grundlage der griechischsprachigen dokumentarischen Papyri.
Rupprecht war verheiratet mit Ute Rupprecht, geb. Reinhard. Aus der Ehe gingen zwei Söhne hervor.

## Schriften (Auswahl)
- Untersuchungen zum Darlehen im Recht der graeco-aegyptischen Papyri der Ptolemäerzeit (= Münchener Beiträge zur Papyrusforschung und antiken Rechtsgeschichte. 51. Heft). C.H. Beck, München 1967, OCLC 489869472.
- Studien zur Quittung im Recht der graeco-ägyptischen Papyri (= Münchener Beiträge zur Papyrusforschung und antiken Rechtsgeschichte. 57. Heft). C.H. Beck, München 1971, ISBN 3-406-00657-4.
- Kleine Einführung in die Papyruskunde. Wissenschaftliche Buchgesellschaft, Darmstadt 1994, Sonderausgabe 2005, ISBN 3-534-18962-0.
- Recht und Rechtsleben im ptolemäischen und römischen Ägypten. An der Schnittstelle griechischen und ägyptischen Rechts 332 a. C. – 212 p. C. (= Akademie der Wissenschaften und der Literatur Mainz. Abhandlungen der Geistes- und sozialwissenschaftlichen Klasse, 2011, Nr. 8). Steiner, Stuttgart 2011, ISBN 978-3-515-10085-4.
- Beiträge zur juristischen Papyrologie. Kleine Schriften, herausgegeben von Andrea Jördens. Steiner, Stuttgart 2017, ISBN 978-3-515-11684-8.
- als Herausgeber aus dem Nachlass: Hans Julius Wolff: Das Recht der griechischen Papyri Ägyptens in der Zeit der Ptolemäer und des Prinzipats, Bd. 1 Bedingungen und Triebkräfte der Rechtsentwicklung (= Handbuch der klassischen Altertumswissenschaft. Rechtsgeschichte des Altertums, Band 5, 1). C.H. Beck, München 2003, ISBN 3-406-48164-7